# 大內區

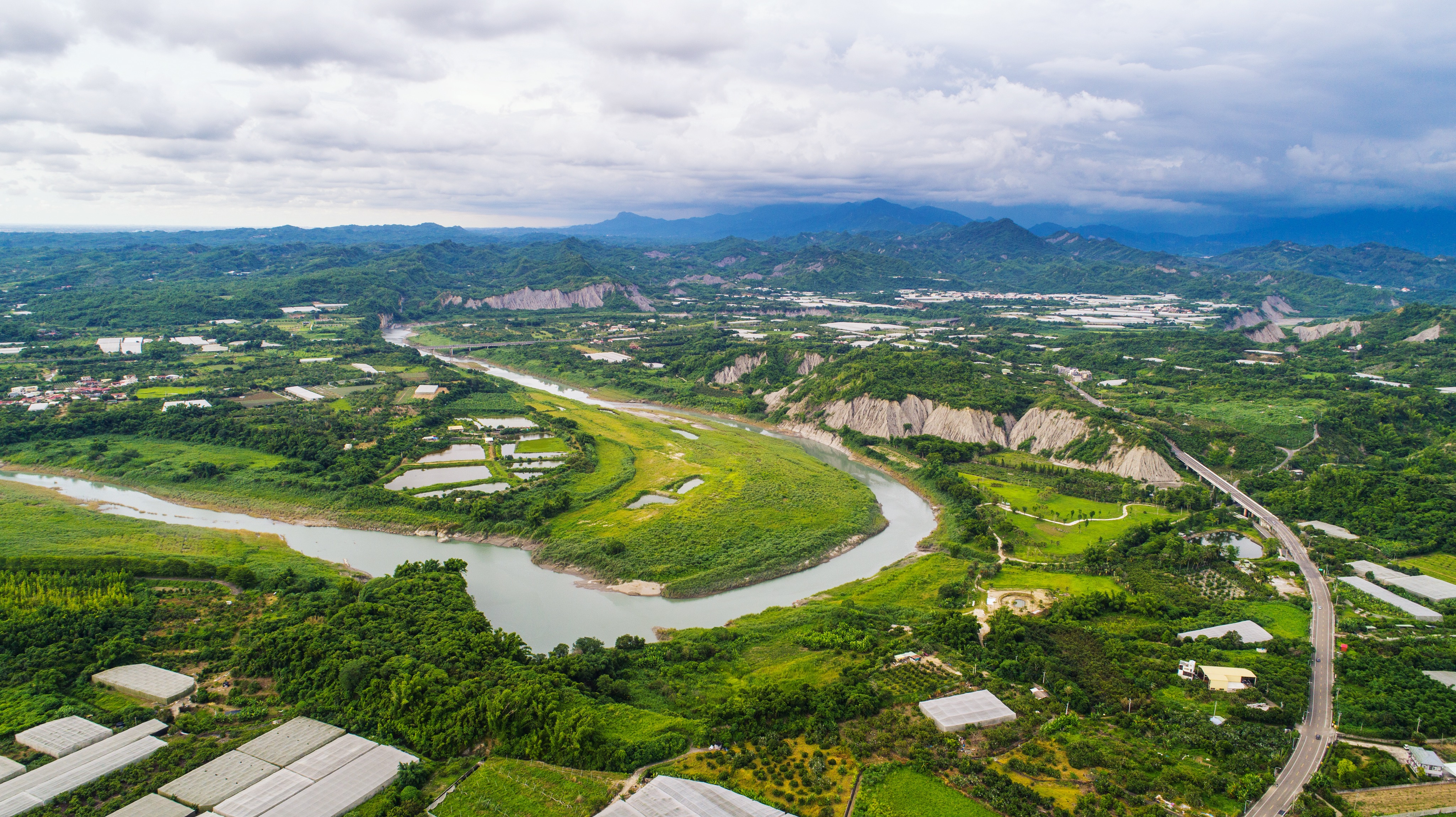
大內二重溪（地名，位於曾文溪、南瀛天文館附近 ）

23°07′08″N 120°21′24″E / 23.1190099°N 120.3567679°E
大內區（白話字：Tōa-lāi-khu），舊稱「內庄」，前身「大內鄉」，位於臺灣臺南市中央偏東，北臨官田區、六甲區，東鄰玉井區、楠西區，西鄰善化區，南接山上區，本區位於嘉南平原與山區的交界地帶，曾文溪自區內蜿蜒流過，70%屬於低海拔山坡地，氣候屬於熱帶季風氣候。產業以農業為主。由於光害少，南瀛天文館即座落此區。

## 歷史
大內區原為原住民族大武壠族（Taivoan）的居住地，後為西拉雅族目加溜灣社的支社於大約 16 世紀中期沿曾文溪入侵此地，留下許多祭拜阿立祖的公廨，如頭社公廨、埤仔腳公廨。
清康熙年間，福建漳州楊氏兄弟進入開墾，因為此地位於山地內側，漢人多稱之為「內庄」，意為「裡面的村庄」。另有一說是楊氏兄弟的老大名為楊內，故稱其所居之村莊為「內庄」。
1920年，日本在此設置「大內庄」，歸臺南州曾文郡管轄。戰後改設臺南縣大內鄉，2010年12月25日因臺南市升格改稱大內區。

## 人口
根據臺南市新化戶政事務所統計，2024年底大內區戶數約3.6千戶，人口約8.6千人，區內人口最多與最少的里分別是石城里與曲溪里，2024年底兩里人口分別為1,522人與556人。
大內區人口多年持續減少，已於2016年4月跌破1萬人。

## 政治

### 歷任首長
| 屆（任）次       | 姓名   | 備註       |
| ---------------- | ------ | ---------- |
| 鄉長時期         |        |            |
| 1                | 楊新發 |            |
| 2                | 楊新發 |            |
| 3                | 楊自德 |            |
| 4                | 楊自德 |            |
| 5                | 楊清水 |            |
| 6                | 楊清水 |            |
| 7                | 楊金良 |            |
| 8                | 陳炳煌 |            |
| 9                | 楊金良 |            |
| 10               | 陳炳煌 |            |
| 11               | 陳炳煌 |            |
| 12               | 楊炳勳 |            |
| 13               | 楊炳勳 |            |
| 14               | 楊玉川 |            |
| 15               | 楊玉川 | 未上任死亡 |
| 15               | 楊信基 | 補選       |
| 區長時期（官派） |        |            |
| 1                | 楊信基 |            |
| 2                | 李賢村 |            |
| 3                | 李義隆 |            |
| 4                | 陳俊達 |            |

### 區政組織

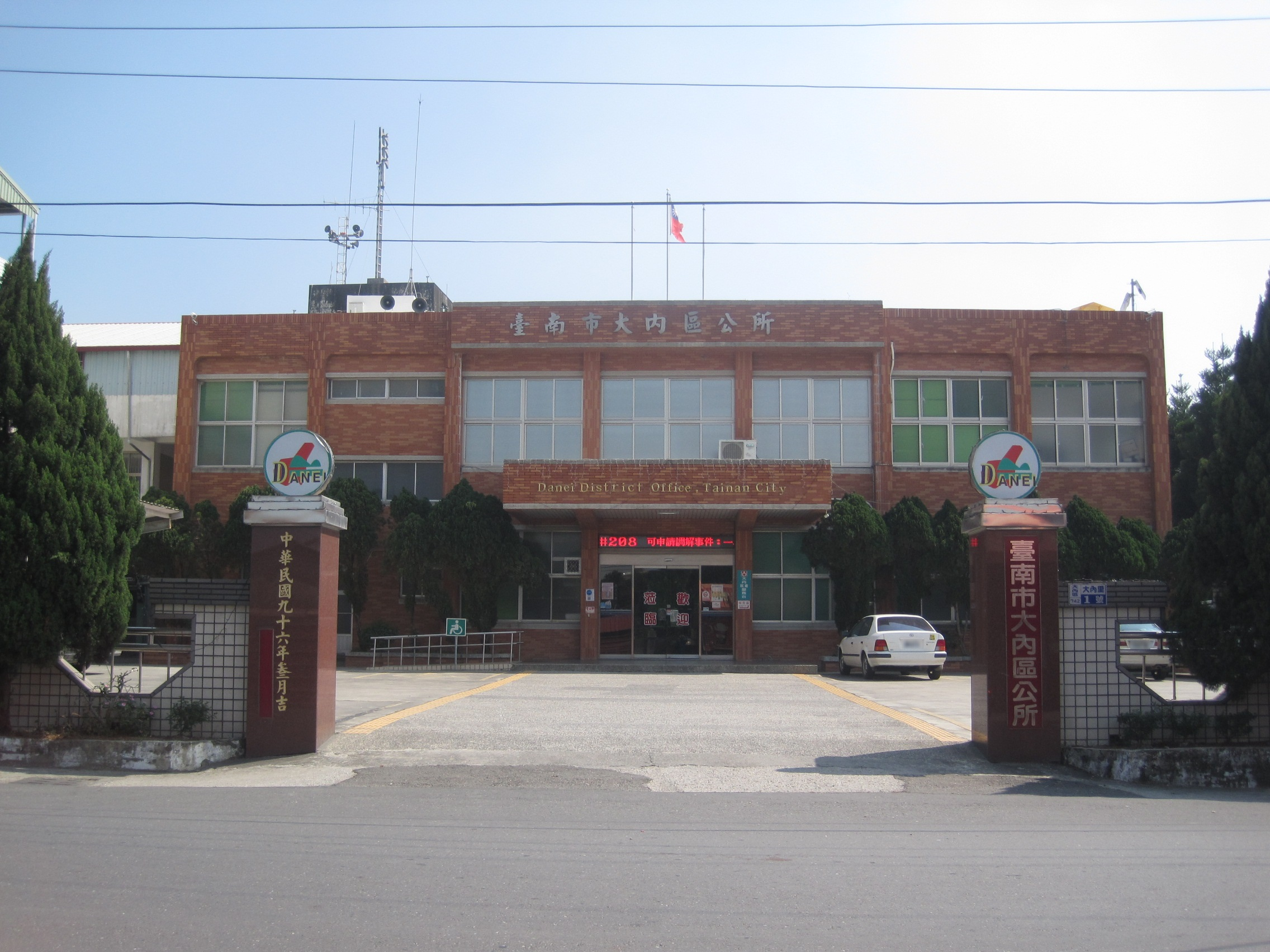
大內區公所

大內區公所是臺南市政府在大內區的派出機關，在中華民國政府架構中為市政府綜理區政的執行機關，上級業務監督機關為臺南市政府。区长由市長任命，其任期為無任期保障。在區長之下，設有3課3室等6個內部單位。

### 行政區
現今大內區行政範圍的確立，來自於1920年，日本將臺灣十二廳改為五州二廳，設大內庄屬臺南州曾文郡。大內庄轄大內、蒙正、二重溪、頭社、鳴頭等5個大字。1945年，改為「大內鄉」，屬臺南縣曾文區。1950年，裁撤區署，大內鄉改直隸於臺南縣。2010年，臺南縣市合併改制為直轄市，大內鄉改制為市轄區「大內區」，隸屬臺南市。
| 大內區行政區劃 |        |      |        |      |        |
|                |        |      |        |      |        |
| 編號           | 里名   | 編號 | 里名   | 編號 | 里名   |
| 1              | 大內里 | 2    | 內江里 | 3    | 石城   |
| 4              | 石湖   | 5    | 石林里 | 6    | 內郭里 |
| 7              | 曲溪里 | 8    | 二溪里 | 9    | 頭社   |
| 10             | 環湖   |      |        |      |        |

## 文化
- 頭社平埔族夜祭
- 歷史建築大內楊長利公厝

## 教育

### 國民中學
- 臺南市立大內國民中學

### 國民小學
- 臺南市大內區大內國民小學
  - 頭社分校
- 臺南市大內區二溪國民小學

## 交通

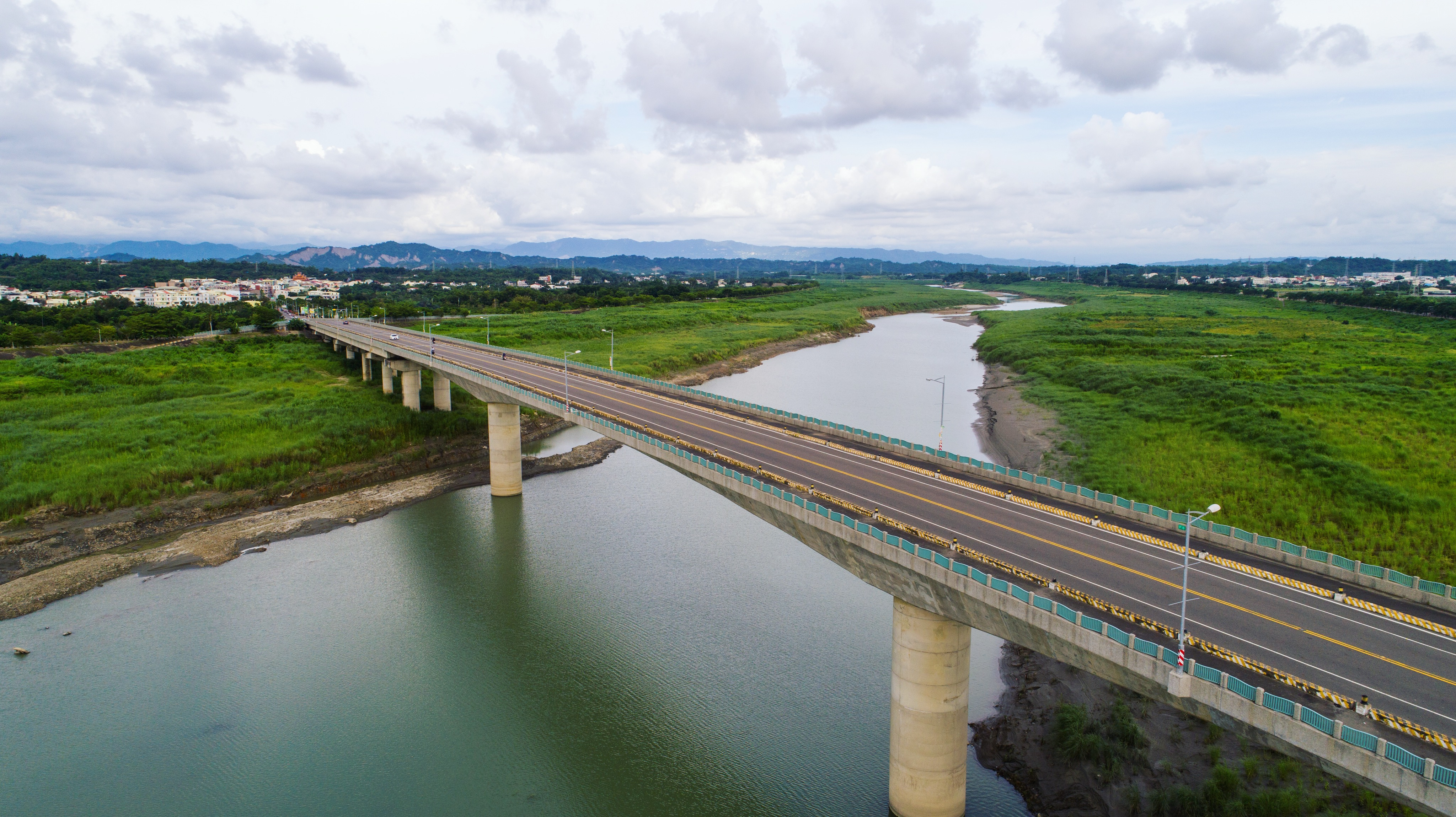
台南市大內區大內橋

### 公路
- 北門玉井線
  - 32 頭社
  - 35 二溪
- 市道178號
- 南181線
- 南182線

### 客運
- 大台南公車[9]

| 編號   | 路線                                     | 營運單位   | 備註                               |
| ------ | ---------------------------------------- | ---------- | ---------------------------------- |
| 橘幹線 | 佳里－麻豆轉運站－善化轉運站－大內－玉井 | 興南客運   |                                    |
| 橘1    | 善化轉運站－大內－蒙正                   | 興南客運   | - 善化轉運站5:40發車班次繞駛環湖。 |
| 橘2    | 胡厝寮－善化轉運站－大內教會             | 興南客運   |                                    |
| 橘20   | 大內教會－環湖－玉井                     | 興南客運   |                                    |
| 橘21   | 玉井－其子瓦－二溪－大內區公所           | 台一大車隊 | - 全線使用小黃公車營運。           |

### 公共自行車YouBike
至2024年11月29日止，大內區共設2站，分別為：
- 大內石子瀨
- 大內區公所

## 旅遊

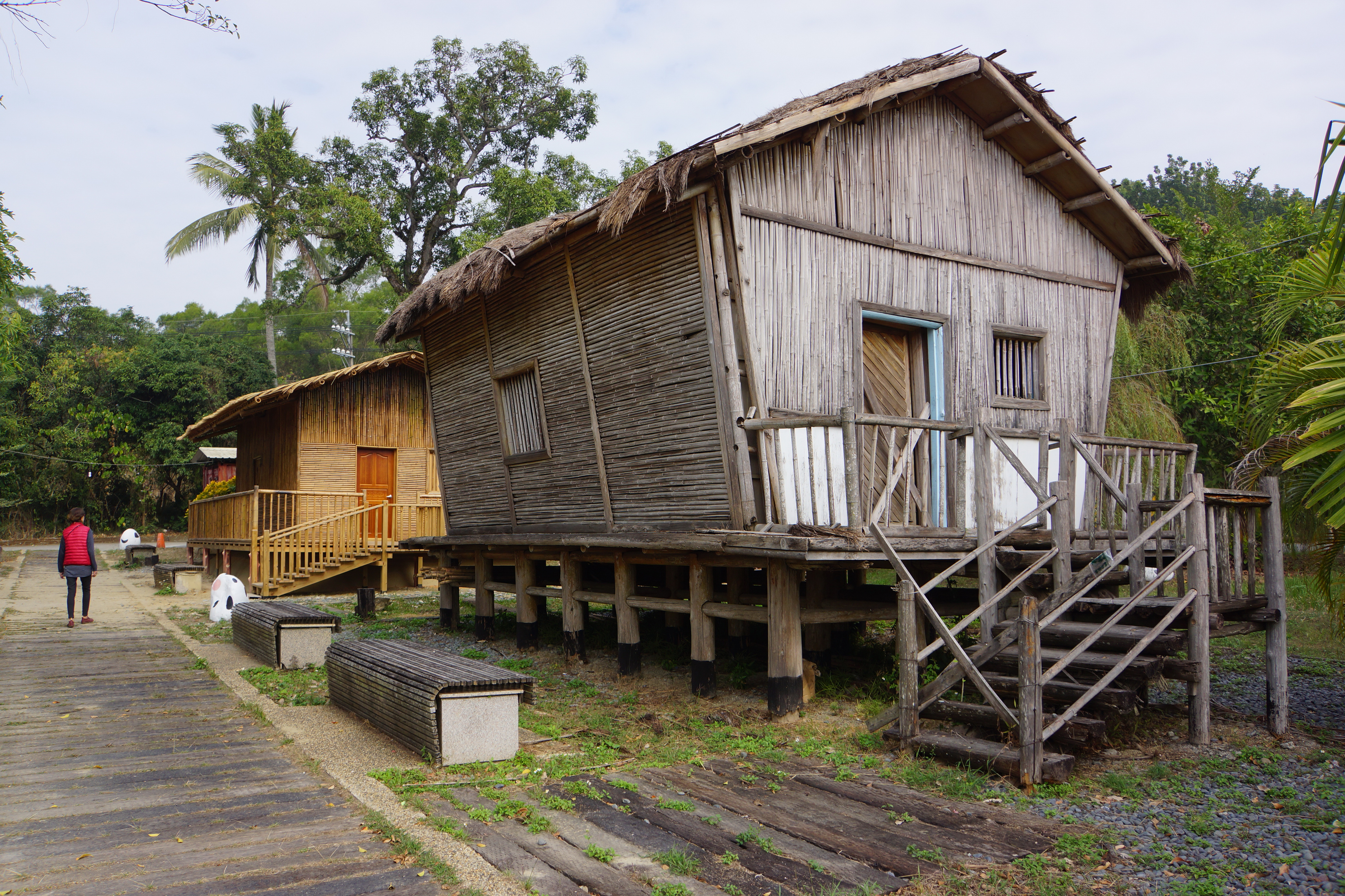
頭社平埔文化園區

- 頭社公廨（頭社平埔文化園區）：為西拉雅族公廨，以頭社平埔族夜祭聞名。
- 內朝天宮
- 大內月世界
- 西拉雅親子公園
- 南灣田農場
- 走馬瀨農場
- 南寶高爾夫俱樂部
- 南瀛天文教育園區
- 龍貓公車站

## 特產
- 文旦、芒果、洋香瓜、柳橙、荔枝、龍眼
- 木瓜、芭樂、棗椰、酪梨、鳳梨

## 地方小吃
- 大內豆菜麵
- 大內酪梨酥
- 大內胡麻油
- 阿江麵店
- 阿蘭蚵嗲
- 西拉雅土雞城

## 外部連結
- 臺南市大內區公所（繁體中文）（页面存档备份，存于）
- 南瀛天文教育園區